# Boško Prodanović
Boško Prodanović   (Otočac, 1 d'agost de 1943 - Belgrad, 16 d'abril de 2024) va ser un entrenador i futbolista iugoslau.

## Carrera de club
Prodanović va passar la major part de la seva carrera com a jugador a Sarajevo (1964–1971), establint una formidable col·laboració amb el seu també homònim Boško Antić i ajudant el club a guanyar el seu primer títol la temporada 1966–67. També va jugar breument al Radnički Kragujevac abans de retirar-se.

## Carrera internacional
A nivell internacional, Prodanović va ser internacional una vegada amb Iugoslàvia, jugant els 90 minuts complets en un amistós que va perdre per 2-0 a casa contra el Brasil el 25 de juny de 1968.

## Carrera com a entrenador
Després de penjar les botes, Prodanović va exercir com a entrenador de diversos clubs, inclosos Napredak Kruševac i Obilić.

## Mort
Prodanović va morir el 16 d'abril de 2024, als 80 anys.

## Palmarès
Sarajevo
- Primera Lliga Iugoslava: 1966–67